# Сайлау
Сайлау (каз. Сайлау) — село в Жетысайском районе Туркестанской области Казахстана. Входит в состав сельского округа Шаблана Дильдабекова. Код КАТО — 514449800.

## Население
В 1999 году население села составляло 322 человека (173 мужчины и 149 женщин). По данным переписи 2009 года, в селе проживало 918 человек (467 мужчин и 451 женщина).